# 泉佐野市立長南小学校
泉佐野市立長南小学校（いずみさのしりつ ちょうなんしょうがっこう）は、大阪府泉佐野市長滝にある公立小学校。

## 通学区域
- 南中樫井、南中安松、南中岡本、長滝、上之郷[1]

※卒業後は基本的に泉佐野市立長南中学校に進学する。